# Морьин Нос
Морьин Нос — мыс во Всеволожском районе, в акватории Ладожского озера. Расположен к северо-востоку от деревни Морье. Низкий мыс, покрытый лесом и кустарником ограничивает с востока бухту Морье, а с запада бухту Петрокрепость. Мыс имеет песчаные берега с большим количеством валунов и камней, окаймлен отмелью. Южнее расположена деревня Морье. Образовался в результате размыва морены.

## История
На побережье Ладожского озера от мыса Осиновец до мыса Морьин Нос, включая бухту Морье, во время Блокады Ленинграда проводилась разгрузка судов и барж, прибывших в осажденный город с Большой земли Дорогой Жизни. Рядом с мысом находятся остатки нескольких затонувших судов, помеченные на навигационных картах внемасштабным знаком. В частности, здесь находится кормовая часть сторожевого корабля Пурга («Проект 39»), поднятая в 1943 году и отбуксированная из района затопления судна в районе Осиновецкого маяка в район мыса Морьин Нос.
В 2015 году в акватории у мыса запланировано создание водозабора для водоснабжения ряда прилегающих районов Ленинградской области.